# Fortune Teller
Clip vidéo
[vidéo] « "Fortune Teller" », sur YouTube
Fortune Teller est une chanson écrite par Allen Toussaint, sous le pseudonyme de « Naomi Neville ». Elle est enregistrée pour la première fois par Benny Spellman. La chanson est sortie en face B du single Lipstick Traces (on a Cigarette) chez Minit Records (Cat 644).
Par la suite, Fortune Teller est plus connue pour avoir été reprise par les Rolling Stones (sur l'album Got Live If You Want It!, 1965) ou les Who (sur l'album Live at Leeds, 1970).
Les paroles raconte l'histoire d'un jeune homme qui est heureux d'apprendre d'une diseuse de bonne aventure qu'il trouvera l'amour « Quand il croisera la prochaine personne ». Le lendemain, il revient, en colère que rien ne se soit passé, mais tombe amoureux de la diseuse de bonne aventure. Ils se marient et sont aussi « heureux que nous pourrions l'être », et il obtient sa « chance obtenue gratuitement ».

## Version des Rolling Stones
En juillet 1963, après la sortie de leur premier single Come On, les Rolling Stones se rendent en studio pour enregistrer quelques chansons en vue du second single. Le groupe choisissent Fortune Teller comme prochain single avec en face B une autre reprise, Poison Ivy. Mais sa sortie est annulé par le label qui trouve la reprise pas assez vendeur, le groupe doit proposer quelque chose de nouveau (à ce moment-là, le groupe n'a pas encore composé lui-même ses propres chansons). Ce sera une chanson inédite des Beatles, I Wanna Be Your Man, qui sera la face A du second single en automne 1963. Quant aux deux chansons, elles sortiront toutes deux sur une compilation de la maison de disque au début de l'année suivante. Ces deux chansons ne sortiront qu'en 1972 sur la compilation More Hot Rocks (Big Hits and Fazed Cookies).
En 1966, la chanson sera retravaillée en studio où l'on rajoute les applaudissements et de cris du public pour la sortir sur l'album live Got Live If You Want It! en 1966 aux États-Unis.

## Autres reprises
De nombreux autres artistes ont repris la chanson, notamment les Hollies et les Who. Il a été inclus sur l'album Raising Sand de Robert Plant et Alison Krauss sorti en octobre 2007.
La version reprise par le groupe The Throb sortie en single en février 1966 rencontre le succès en Australie en se classant dans le top 5 à Adélaïde, Brisbane, Melbourne et Sydney,.
La chanson fait partie d'un medley interprété par Allen Toussaint de certains de ses succès dans le film documentaire de 2005 Make It Funky !, qui présente une histoire de la musique de la Nouvelle-Orléans et son influence sur le Rhythm and blues, le Rock 'n' roll, le funk et le jazz,.